# Коружаш
Коружаш (порт. Corujas; МФА: [ku.ˈɾu.ʒɐʃ]) — парафія в Португалії, у муніципалітеті Маседу-де-Кавалейруш. Розташована в північно-східній частині країни, на теренах історичної португальської провінції Трансмонтана. Входить до складу округу Браганса. За адміністративним поділом, чинним до 1976 року, терени парафії були складовою провінції Трансмонтана і Верхнє Дору. Належить до Брагансько-Мірандської діоцезії Католицької церкви. Патрон — святий Яків. Площа — 9,9071 км². Населення — 168 ос. (2011). Слабо урбанізований регіон. Густота населення — 16,96 осіб/км²
. Код — 040511.

## Населення
| Кількість мешканців | Кількість мешканців | Кількість мешканців | Кількість мешканців | Кількість мешканців | Кількість мешканців | Кількість мешканців | Кількість мешканців | Кількість мешканців | Кількість мешканців | Кількість мешканців | Кількість мешканців | Кількість мешканців | Кількість мешканців | Кількість мешканців |
| ------------------- | ------------------- | ------------------- | ------------------- | ------------------- | ------------------- | ------------------- | ------------------- | ------------------- | ------------------- | ------------------- | ------------------- | ------------------- | ------------------- | ------------------- |
| 1864                | 1878                | 1890                | 1900                | 1911                | 1920                | 1930                | 1940                | 1950                | 1960                | 1970                | 1981                | 1991                | 2001                | 2011                |
| 206                 | 223                 |                     | 264                 | 281                 | 243                 | 284                 | 302                 | 298                 | 337                 | 307                 | 284                 | 243                 | 213                 | 168                 |